# Weißbach (Turingia)
Weißbach è un comune di 121 abitanti della Turingia, in Germania.

Appartiene al circondario della Saale-Holzland (targa SHK) ed è parte della comunità amministrativa (Verwaltungsgemeinschaft) di Hügelland/Täler.